# Centro Comercial Chacaíto
Centro Comercial Chacaíto fue el primer gran centro comercial y uno de los más antiguos de la ciudad de Caracas, desde su inauguración en 1968, ese laberinto de minitendas y fuente de soda se convirtió en La Meca de la juventud caraqueña, peregrinación obligada para ver y dejarse ver, el puente con el mundo. Está ubicado entre la Avenida Francisco Solano López, la Avenida Francisco de Miranda y la Avenida Principal de Sabana Grande, Caracas.
La obra fue proyectada en 1965 por el arquitecto Antonio Pinzani (Trieste, Italia, 1927-2009) graduado en la Universidad de Venecia, Italia, en 1953. Revalidó en la FAU UCV recibiendo su título en la promoción 12C /1963. El diseño estructural fue realizado por los ingenieros Sergio Piccín y Antonio Froyo.
El conjunto contiene unos 45.000 m² de construcción, se convirtió en un ícono comercial en Caracas, por su propuesta urbana y por locales vanguardistas como el Drugstore, Carnaby Street o el Hipocampo. Conformado por dos grandes piezas, una en forma de «L» y otra con planta cuadrada, el centro comercial se divide en 3 niveles: sótano (estacionamiento y comercios); planta baja comercial, fuentes de soda y plaza (luego convertida en estacionamiento), y planta alta (usos comerciales y oficinas).

## Historia y Construcción
Una vez vendidos los 50.000 metros cuadrados de terreno que formaba parte de la antigua Hacienda Sans Souci, se destinaron 33.000 metros cuadrados a vivienda y 23.000 metros cuadrados a centros comerciales, pasando por una avenida principal que conecta la Urbanización El Bosque con la Urbanización Las Delicias, Sabana Grande. El centro comercial fue construido y terminado en 1968 sobre un área comercial, el terreno limita con la Avenida Principal de Sabana Grande al sur, la Av. Solano López al norte y la Quebrada Chacaito al oeste. Este es el límite natural entre el Distrito Federal. y el Estado Miranda.
La obra fue diseñada en 1965 por un arquitecto graduado de la Universidad de Venecia, Italia en 1953, Antonio Pinzani, con el cual obtuvo el Premio Municipal de Arquitectura en 1970. Fue recertificado en FAU-UCV (Facultad de Arquitectura y Urbanismo de la Universidad Central de Venezuela) y ganó su título en la promoción 12C / 1963. El diseño estructural fue realizado por los ingenieros Sergio Piccín y Antonio Froyo.
El diseño original proponía construir un edificio de oficinas sobre el centro comercial, pero finalmente fue abandonado. Los 23.000 metros cuadrados terminados, aprovechando el desnivel existente entre las dos avenidas, desarrollaron tres pisos comerciales con estacionamientos y un sótano para uso polivalente. Los centros comerciales, ubicados en el centro neurálgico de la ciudad, son el punto de interconexión del transporte público, promueven el desarrollo y éxito de las principales tiendas, fuentes de soda, restaurantes, librerías, instituciones bancarias, cines, discotecas y supermercados. El diseño del arquitecto Pinzani otorga privilegios a los peatones, rompe los caminos vehiculares y concibe un centro comercial que realmente brinda respuestas a la arquitectura tropical. Inicialmente, contaba con 97 locales comerciales y dos estacionamientos, uno de los cuales estaba ubicado en el sótano y contaba con 600 puestos, la mayoría de los cuales tenían techo.

## Espacios

### Le Drugstore
Era un pequeño puesto de perros calientes de la franquicia social Entre Perros que se encontraba en la entrada sureste. Con su piso de cuadros blancos y negros, los monitores de televisión y lo último del hit parade de fondo, en Le Drugstore había de todo: novedades importadas, llaves de colores, cigarrillos de chocolate, franelas con estampados fosforescentes, discos, revistas, libros, joyas, perfumes, y una fuente de soda donde se vendían sándwiches dely con nombres de artistas y los perros calientes más grandes de la capital, abierto hasta la 1 de la mañana. Se podían comer perritos calientes de un metro de largo hasta con cinco salchichas diferentes y beber cervezas en estrafalarias jarras de a litro. Hoy en día solo existe una gran tienda sin nombre que vende todo en bolsas de El Tijerazo.
Perritos calientes de un metro, cervezas gigantes, sándwiches de exóticas mezclas, helados pantagruélicos, lingotes de chocolate y exquisitas crepes condensan el alma gastronómica de lo que fue la meca de la juventud y la moda caraqueña de los años 70 y 80: Le Drugstore levantó su santamaría, de fina trama en hierro, el 14 de diciembre de 1970 en el Centro Comercial Chacaíto.

### Cinema
Cuando nació el Chacaito Mall, los cines callejeros desaparecieron, en mayo de 1968, contenía tres salas de cine denominadas: Cinema 1, Cinema 2 y Cinema 3. "Desde entonces, nadie quiere ir al cine a pie. En diez años dejaron de construir cines tradicionales", señaló Nicholas Sidorkov en el Cine de Caracas en la era del cine. Hoy en día la cadena de cines Cinex es dueña del lugar.

### Tiendas
Hoy en día la esquina sur oeste del CCC colinda hoy con un mercado de películas piratas; en la década de los 70 desfilaron por sus vidrieras los últimos gritos de la moda llegados de París. Allí Caracas se deleitó con la moda prêt-à–porter, se sonrojó con el primer esmoquin femenino, ‘Le Smoking’, prenda icónica de Saint Lauren, y suspiró, sobre todo eso, con sus diseños vanguardistas. De París también llegó la ropa que se exhibió en Minouche -«La dama francesa»-, una de las boutiques emblemáticas de aquel entonces, que junto con Ponte Vecchio -lo más granado de Milán-, GuyMeliet y Alfa, vistieron, como auténticas europeas, a las caraqueñas. Los jóvenes son dueños de Carnaby Street en el sótano, compran ropa allí y en Nagaracas bluejeans, camisas, franelas y ropa de la moda de aquel entonces, cinturones, bikinis, entre otros. En la actualidad, se pueden encontrar gran variedad de tiendas dentro del establecimiento.

### Le Club
En 1969, un recién inaugurado local con aforo para 280 personas destinados para "rumbas", fiestas y celeraciones, era un sitio clásico para rumbear y unos de los primeros de Caracas y del Centro Comercial Chacaito. La cuota de entrada era de 400 bolívares para aquel entonces (93$ para la época). Fue creado por Oscar Fonseca y BertinKalem, el lugar se convirtió en sinónimo de exclusividad y distinción. El magnate griego Aristóteles Onassis y la actriz italiana Claudia Cardinale fueron algunas de las celebridades que se pasearon por allí, camuflados entre los apellidos de ocho columnas de la hight caraqueña, que hizo de Le Club su refugio. Para los que no estaban en el selecto club de los 5000 socios, estaba el Hipocampo, prestigiosísimo y democrático, en el que noche a noche Renato Salami y su orquesta hacían bailar hasta el amanecer a los rumberos. Actualmente se mantiene en pie.

### El Hipocampo Sala Show
Es un lugar destinado para rumbas, shows, presentaciones de agrupaciones musicales y fiestas para los caraqueños ubicado a las afueras del CCC. Se puede disfrutar de rumbas, música en vivo, orquestas y demás. En la década de los 80’ el Centro Comercial fue el furor de una generación, si bien el CCCT fue el más grande e importante centro comercial de la ciudad, ese primer fenómeno de lo tuvo el Centro Comercial Chacaíto. Hipocampo fue una discoteca ícono, como el Centro Comercial Chacaíto. Eran la época de la miniteca, del disco music, del LP y cuando los conciertos en El Poliedro eran dentro de El Poliedro y no en el estacionamiento.